# Штинштет
Штинштет (њем. Stinstedt) општина је у њемачкој савезној држави Доња Саксонија. Једно је од 57 општинских средишта округа Куксхафен. Према процјени из 2010. у општини је живјело 546 становника. Посједује регионалну шифру (AGS) 3352052.

## Географски и демографски подаци
Штинштет се налази у савезној држави Доња Саксонија у округу Куксхафен. Општина се налази на надморској висини од 7 метара. Површина општине износи 30,1 km². У самом мјесту је, према процјени из 2010. године, живјело 546 становника. Просјечна густина становништва износи 18 становника/km².